# ليل ورغبة (فلم)
ليل ورغبة هو فيلم مصري من إخراج يحيى العلمي  وبطولة حسين فهمي، ميرفت أمين، حسين الشربيني، صلاح منصور ونجوى فؤاد، صدر الفيلم في 19 سبتمبر 1977.

## نبذة
الأب القاسي حسين لا يتورع في التفرقة بين ولديه في المعاملة، أخان غير شقيقين. يسري الذي حرم من التعليم ويعمل معه في الورشة، بينما يعطى لأخيه شوقي كل شيء ويكمل تعليمه، يضغط الأب على شوقي بضرورة الزواج من ليلى التي تحب يسري وكان يأمل في الزواج منها، لكن يسري يحزن لهذه التفرقة خاصة بعد زواج ليلى من شوقي.

## طاقم العمل
- حسين فهمي بدور يسري
- ميرفت أمين بدور ليلى
- حسين الشربيني بدور شوقي
- صلاح منصور بدور حسين
- نجوى فؤاد بدور فيفي

## وصلات خارجية
- مقالات تستعمل روابط فنية بلا صلة مع ويكي بيانات